# Брент Ешлі
Брент Ешлі (англ. Brent Ashley; нар. 9 квітня 1984, Лос-Анджелес) — американський музикант, басист, в даний час є бас-гітаристом групи Combichrist, раніше басист The Natural Born Killers — колективу з участю Макса Гріна з Escape The Fate. Він також колишній учасник індастріал-метал групи Static-X і сольного проекту її фронтмена Вейн Статіка, зібраного в підтримку альбому Pighammer. У різний час Брент був у складі таких колективів, як The Dreaming, Orgy, Skold, Lacey Conner, September Mourning, Leisure, Davey Suicide та Psyclon and Nine Synical.